# Lothario
Lothario er en person i skuespillet The Fair Penitent (1703), af Nicholas Rowe (på dansk hedder skuespillet Caliste). Lothario forfører og bedrager den kvindelige hovedrolle. Sprogligt bruges begrebet lothario om en køn, forførende mand.  
Lothario er en adelsmand, som ofte er indviklet i kærlighedsaffærer og derfor må han på et tidspunkt duellere med en vred, jaloux ægtemand. 
I Den uforskammede nysgerrighed, en af historierne i Don Quixote (ca. 1605), af Miguel de Cervantes, presser en mand ved navn Anselmo Lothario, hans trofaste ven, til at afprøve sin kone Camilas dyd. Selv om Lothario prøver at tale Anselmo fra at afprøve sin kones troskab, insisterer han, og Lothario ender med at blive forelsket i Camila. 
Lothario var øgenavnet som blev givet til brigadegeneral Lewis Addison Armistead, fra Amerikas Konfødererede Stater, (som ikke var nogen Lothario).  